# Árpád Gerecs

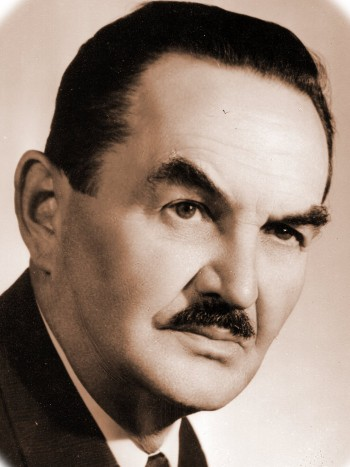
Árpád Gerecs

Árpád Gerecs, deutsch Arpad Gremsperger (* 18. Juli 1903 in Zsámbék, deutsch Schambeck, Komitat Pest, Königreich Ungarn, Österreich-Ungarn; † 27. Januar 1982 in Budapest, Volksrepublik Ungarn) war ein ungarndeutscher Chemiker.

## Leben und Werk
Vor seinem Eintritt in das Gymnasium 1913 legte Gremsperger seinen deutschen Namen ab und trug fortan den Nachnamen Gerecs. 1927 erhielt er das Diplom als Chemiker an der Technischen Universität Budapest. Gerecs hatte bedeutenden Anteil an der Erforschung der Kohlenhydratchemie.
Ab 1938 arbeitete er für die ungarische Pharmafirma Chinoin und wurde nach dem Ende des Zweiten Weltkriegs deren Direktor. Ab 1941 betätigte er sich als Privatdozent. Zwischen 1950 und 1954 lehrte er als Professor in Szeged. 1957 wurde Gerecs zum leitenden Professor des Lehrstuhls für Chemotechnik in Budapest berufen.
Gerecs entwickelte zahllose Arzneimittel wie Ultraseptyl und andere Antibiotika und verfasste mehrere Lehrbücher.

## Veröffentlichungen
- A barbaloinról, Budapest. 1930, S. 25
- Einführung in die chemische Technologie, ungarisch Bevezetés a kémiai technológiába, Tankönyvkiadó, Budapest, 1968, S. 583
- Gyógyszerkémia és gyógyszeripar, Budapest, 1942
- Alkalmazott szerves kémia, Szeged, 1951
- Szervetlen kémiai technológia I–II, Budapest, 1959
- Vegyipari műveletek és gépek, Budapest, 1964